# Resolutie 2055 Veiligheidsraad Verenigde Naties
Resolutie 2055 van de Veiligheidsraad van de Verenigde Naties werd op 29 juni 2012 door de VN-Veiligheidsraad aangenomen met unanimiteit van stemmen. De resolutie breidde de groep van experts die het 1540-Comité bijstond uit tot negen.
Alvorens de resolutie werd goedgekeurd zei Guatemala nog dat het wilde dat de criteria voor de selectie van de experts beter werden gevolgd. Naast competent moesten de experts ook representatief zijn voor de internationale gemeenschap.

## Inhoud
Met resolutie 1977 was het 1540-Comité een jaar eerder verlengd tot 2021. Het comité had intussen echter veel meer werk dan voorheen. Daarom had het met resolutie 1977 ook bijstand gekregen van een groep experts. De secretaris-generaal werd nu gevraagd die groep uit te breiden van acht naar negen experts.

## Verwante resoluties
- Resolutie 1887 Veiligheidsraad Verenigde Naties (2009)
- Resolutie 1977 Veiligheidsraad Verenigde Naties (2011)

Lijst ·  2033 ·  2034 ·  2035 ·  2036 ·  2037 ·  2038 ·  2039 ·  2040 ·  2041 ·  2042 ·  2043 ·  2044 ·  2045 ·  2046 ·  2047 ·  2048 ·  2049 ·  2050 ·  2051 ·  2052 ·  2053 ·  2054 ·  2055 ·  2056 ·  2057 ·  2058 ·  2059 ·  2060 ·  2061 ·  2062 ·  2063 ·  2064 ·  2065 ·  2066 ·  2067 ·  2068 ·  2069 ·  2070 ·  2071 ·  2072 ·  2073 ·  2074 ·  2075 ·  2076 ·  2077 ·  2078 ·  2079 ·  2080 ·  2081 ·  2082 ·  2083 ·  2084 ·  2085